# ديلي سبورت
ديلي سبورت هي صحيفة شعبية نشرت في المملكة المتحدة بواسطة شركة ديلي سبورت المحدودة، والتي تخصصت في أخبار المشاهير والقصص والصور الإباحية الناعمة. تم إطلاق الصحيفة اليومية في عام 1991 بواسطة ديفيد سوليفان، بعد شقيقتها السابقة صنداي سبورت (نُشرت لأول مرة في عام 1986).
اشترى رجل الأعمال جرانت ميلر المتخصص في مجال الإتصالات والإنترنت الصحيفة، وفي 17 أغسطس 2011 بدأت بتغطية الإعلانات المبوبة بالإضافة إلى الرياضة لأول مرة في تاريخها الممتد لعشرين عام.

## التركيز والمحتوى
لم تتضمن الصحيفة الأخبار على الرغم من أن ليمبيت أوبيك (الذي كان آنذاك نائبًا عن الحزب الديمقراطي الليبرالي) بدأ في عام 2008 كتابة عمود سياسي أسبوعي منتظم. اتجهت تغطيتها الإعلامية إلى الصحافة الصفراء، مع التركيز على المشاهير والسلوك السيئ والفكاهة السخيفة.
تشابهت ديلي سبورت، مثل صحيفة صنداي سبورت، بالعناوين السخيفة والقصص الملفقة بالكامل. وفي وقت لاحق، أدت الممارسة التحريرية إلى وضع حد لمثل هذه القصص وزيادة التركيز على أخبار المشاهير والكشف الجنسي.
غالبًا ما تنشر صحيفة ديلي سبورت صورًا عارية مزيفة للمشاهير و تصوير ما تحت التنورة، أو صور انزلاق الحلمة. نُشرت الصور العارية المزيفة مع التحذيرات والتسميات التوضيحية المناسبة، على الرغم من أن صورة الغلاف الأمامية كانت مصحوبة غالبًا بتعليقات مثيرة. في سبتمبر 2008، تعرضت صحيفة سبورت لانتقادات من قبل لجنة شكاوى الصحافة بسبب الترويج للإنتحار من خلال نشر قائمة سياحة مميزة. الإعلانات في الصحيفة موجه للسلع والخدمات المخصصة للبالغين، مثل خطوط الدردشة الجنس عبر الهاتف والدردشة عبر الإنترنت والمواقع الجنسية الحميمة. كانت إحدى ميزات الصحيفة هي الإعلانات المبوبة، وهي عبارة عن سلسلة من الإعلانات القصيرة لصالونات التدليك وخدمات المرافقة في جميع أنحاء البلاد. أصبحت الإعلانات المبوبة أيضًا مكانًا للإعلان للمتبادلين جنسيا.
تميزت صحيفة ديلي سبورت في مجال الكلمات المتقاطعة لكرة القدم في المملكة المتحدة. كانت كلمات متقاطعة كرة القدم الموضوعة في الصفحات الأخيرة إلى جانب تقارير الصحفيين الرياضيين فريدة من نوعها من حيث أن القرائن كانت مخصصة فقط للأسئلة المتعلقة باللعبة الوطنية للبلاد.
زعمت صحيفة سبورت أنها أطلقت مسيرة العديد من العارضات، من بينهم لويز هودجز التي عملت كعارضة أزياء طوال التسعينيات، ولينسي داون ماكنزي ، التي بدأت في الظهور عارية الصدر للصحيفة في عام 1994، وتشيري دي التي بدأت في الظهور عارية الصدر لهم في عام 2003 عندما كانتا تبلغان من العمر 16 عامًا (السن القانوني لمثل هذا النشاط في المملكة المتحدة في ذلك الوقت). ومن بين عارضات الأزياء الرياضيات الشهيرات في الآونة الأخيرة كيلي بيل ، وهانا كلايدون، ولورين بوب.
في عام 2007 تم بيع الصحيفة من قبل ديفيد سوليفان. أعيد إطلاق الصحيفة في أبريل 2008 تحت القيادة التحريرية لباري ماكيلهيني وجيمس براون، تم تعيين بام ماكفيتي كأول محررة لصحيفة ديلي سبورت. في عام 2009، اضطر ديفيد سوليفان ومجموعة جولد الدولية إلى إنقاذ شركة SMG، بعد أن طرحها مالكوها للبيع.
تم تعليق النشر اعتبارًا من 1 أبريل 2011 بعد توقف مجموعة سبورت ميديا عن العمل وتم حلها من قبل الإداريين. استحوذ رجل الأعمال جرانت ميلر على حقوق الصحيفة وأعاد إطلاقها عبر الإنترنت من خلال شركة جديدة تدعى ديلي سبورت المحدودة.

## التوزيع
وصل مستوى التوزيع أكثر من 84000 في عام 2009. كان في ارتفاع بشكل ملوحظ، وبسبب الصعوبات المالية للشركةالغي التوزيع وأكتفت الصحيفة بالنشر على الإنترنت.